# 手荘町
手荘町（てのしょうちょう）は、岡山県川上郡にあった町。現在の高梁市の一部にあたる。

## 地理
成羽川支流・領家川と同支流・三沢川の流域に位置していた。

## 歴史
- 1889年（明治22年）6月1日、町村制の施行により、川上郡地頭村、領家村、三沢村、七地村、臘数村（一部、字本村）、佐々木村（一部、字吉木）が合併して村制施行し、手荘村が発足[1][2]。旧村名を継承した地頭、領家、三沢、七地、臘数の5大字と、吉木を加えた6大字を編成[2]。
- 1950年（昭和25年）4月1日、手荘村が町制施行し手荘町となる[1][2]。
- 1954年（昭和29年）4月1日、川上郡大賀村、高山村と合併し、川上町を新設して廃止された[1][2]。合併後、川上町大字地頭・領家・三沢・七地・臘数・吉木となる[2]。

### 地名の由来
中世の手荘に由来。

## 産業
- 農業[2]

## 教育
- 1946年（昭和21年）私立手荘農林学院（大字領家）開校[2]。1950年（昭和25年）県営に移管され県立成羽高等学校（現岡山県立高梁城南高等学校）手荘校舎となり農業科を設置[2]。
- 1947年（昭和22年）手荘中学校開校[2]。